# Michele Vicino
Michele Vicino, anche conosciuto con gli pseudonimi di Peter Cromo, Re Maik o Miguel El Flaco (Milano, 20 giugno 1948), è un cantautore, produttore discografico e editore musicale italiano.

## Biografia
Dopo essersi avvicinato alla musica e al canto durante l'infanzia trascorsa in Sudamerica, Vicino torna in Italia nel 1959 e nel 1966 vince, con la canzone Tu, il concorso "Premio per la miglior canzone", al PalaLido di Milano.
Nel 1967 incontra Andrea Lo Vecchio e Roberto Vecchioni, i quali lo inseriscono come cantante solista nella band Pop Seven (prodotta dalla Dischi Ricordi).
Nel 1968 firma un contratto con la Ri-Fi e con Andrea Lo Vecchio e incide tre singoli con il nome d'arte Re Maik: Monotonia, Angela - brano arrangiato da Enrico Intra e suonato in studio dal gruppo pop Quelli, diventati in seguito Premiata Forneria Marconi - e Fiori bianchi per te, versione in italiano di un brano francese, con testo di Mogol. Con quest'ultima canzone partecipa alla trasmissione Settevoci, presentata da Pippo Baudo.
Negli anni '70 si concentra nell'attività di autore, componendo tra gli altri per Julio Iglesias. Nel 1976 firma un'esclusiva, come autore compositore, con la Warner Chappell Music Italiana, firmando brani insieme ad autori di rilievo, come Cristiano Minellono, Beppe Cantarelli, Renato Brioschi, Valerio Negrini, Gianni Belfiore.
Nel 1978 firma un contratto con la Fonit Cetra e incide due singoli: Donna mia, brano scritto con Cristiano Minellono, e In due, brano scritto insieme a Gianni Belfiore nello stile dei brani composti per Julio Iglesias, con il quale partecipa al Festival di Sanremo 1979.
Nel 1981 si ripropone brevemente come cantautore con il nome d'arte Peter Cromo, pubblicando l'album Allarrembaggio, mamma! per la WEA Italiana. Negli anni successivi affianca all'attività autorale quella di produttore, affermandosi in questo campo grazie a produzioni per artisti di rilievo internazionale quali Papa Winnie e Gipsy Kings. Nel 1985 partecipa nuovamente al Festival di Sanremo in qualità di produttore e autore del brano "Sul mare", portato in gara da Antonella Ruggiero nella sezione nuove proposte. Tra il 1986 e il 1992 è direttore generale della CBS Publishing Italia.
Nel 1995 Vicino e Bruno Bergonzi hanno citato Prince per plagio. Dopo una pronuncia sfavorevole in primo grado nel 2003, la corte d'appello di Roma ha sentenziato, il 5 dicembre 2007 che la canzone The Most Beautiful Girl in the World, pubblicata nel 1993, costituisce plagio di Takin' Me to Paradise, pubblicata nel 1983 da Bergonzi e Vicino. La condanna viene confermata dalla Corte di Cassazione a maggio 2015.

## Discografia

### Discografia solista

#### Album
- 1981 - Allarrembaggio, mamma! (come Peter Cromo)

#### Singoli
- 1969 - Come in uno specchio/Io no (Variety, FNP-NP 10130; come Re Maik)
- 1970 - Fiori bianchi per te/Io no (Variety, FNP-NP 10145; come Re Maik)
- 1970 - Angela/Un temporale (Variety, FNP-NP 10150; come Re Maik)
- 1970 - Monotonia/Betsabea (Variety, FNP-NP 10160; come Re Maik)
- 1978 - Donna mia (come Michele Vicino)
- 1979 - In due (come Michele Vicino)
- 1981 - Ti pentirai (come Peter Cromo)
- 2002 - Morena (come Miguel El Flaco)
- 2002 - Adelante (come Miguel El Flaco)

### Album
- 1980 - Bart Baker and The Blue Birds Bart Baker and The Blue Birds
- 1983 - Riccardo Tempesti Riccardo Tempesti
- 1985 - Jay Rolandi Call Me Baby

#### Singoli
- 1979 - Ambrogio Fogar Chi è la mamma del sole?
- 1979 - Machondo Cuore di panna
- 1979 - Molly Foster Laughin' Trough My Tears
- 1979 - Nathalie Have Fun
- 1979 - Strawberry's Week End in Paris
- 1983 - Brando What Now My Love
- 1980 - Anna Rusticano Mi sveglio e mi rivoglio
- 1983 - Raynard J. Takin' Me to Paradise
- 1984 - Basehart Crazy Rhythm
- 1984 - O' Gar Playback Fantasy
- 1984 - Paul J. Qualley Please Please
- 1985 - Antonella Ruggiero Sul mare
- 1985 - Jay Rolandi Stories
- 1985 - Jay Rolandi Call Me Me Baby
- 1985 - Nataele Le ragazze di Milano